# Edward Gibson
Edward George "Ed" Gibson (Búfalo, 8 de noviembre de 1936) es un astronauta, piloto, ingeniero y físico estadounidense.

## Biografía
Antes de convertirse en astronauta, Gibson se graduó en la Universidad de Rochester y en el Instituto de Tecnología de California. Se convirtió en asistente de investigación en propulsión a chorro mientras completaba sus estudios y finalmente se convirtió en científico de investigación para Philco hasta que se unió a la NASA en 1965.
Gibson fue seleccionado como parte del Grupo 4 de Astronautas de la NASA, el primer grupo de científicos-astronautas. Sirvió en la tripulación de apoyo del Apolo 12, la segunda misión de alunizaje, antes de trabajar en el desarrollo de la estación espacial Skylab. En 1973-74, Gibson realizó su único vuelo al espacio como piloto científico a bordo del Skylab 4, el tercer y último vuelo tripulado al Skylab. Junto con el comandante Gerald Carr y el piloto William Pogue, pasó poco más de 84 días en el espacio.
Gibson abandonó la NASA en diciembre de 1974, pero regresó en 1977 para presidir la selección de los candidatos a científico astronauta. Gibson se retiró de la NASA por última vez en octubre de 1982.